# بنیتا کاتزنلنبوگن
بنیتا کاتزنلنبوگن (متولد ۱۹۴۵)، فیزیولوژیست و زیست‌شناس سلولی آمریکایی در دانشگاه ایلینوی در اربانا شمپین است. یافته‌های وی نقش عمده‌ای در پیشرفت تحقیقات در زمینه‌ی سرطان، غدد درون ریز و بهداشت زنان با تمرکز بر گیرنده‌های هسته‌ای و بهبود اثربخشی درمان‌های غدد درون ریز در سرطان پستان، داشته‌است.

### اوایل زندگی
بنیتا کاتزنلنبوگن در ۱۱ آوریل ۱۹۴۵ در شهر نیویورک متولد شد. پدرش وکیل ثبت اختراع و مادرش معلم مدرسه در نیویورک بود. او مدرک کارشناسی خود در زیست‌شناسی را از دانشگاه شهری نیویورک (کالج بروکلین)، با درجه ممتاز در سال ۱۹۶۵ دریافت کرد. کاتزنلنبوگن دکترای زیست‌شناسی در شاخه تکوین خود را در سال ۱۹۷۰ زیر نظر پروفسور فوتیس کافاتوس در دانشگاه هاروارد به دست آورد. تحقیقات دوره پسا دکتری وی بر روی غدد درون ریز و زیست‌شناسی سرطان زیر نظر پروفسور جک گورسکی در دانشگاه ایلینوی در اربانا شمپین از سال ۱۹۷۰ تا ۱۹۷۱ انجام شد.

## پژوهش
کاتزنلنبوگن روابط عملکردی-ساختاری گیرنده‌های استروژن آلفا و بتا را روشن کرده‌است، و نشان داده‌است که استروژن‌ها طیف گسترده‌ای از اثرات را بر روی شبکه‌های ژنی و مسیرهای مولکولی سلول‌های سرطان پستان دارند. آزمایشگاه وی نشان داد که گیرنده‌های استروژن همراه با چندین مسیر سیگنالینگ سلولی شامل آبشارهای کیناز و فاکتورهای رشد، برای تنظیم بیان ژن و سیگنالینگ سلول در سطح کروماتین همکاری می‌کنند.